# Anne Lykke
Anne Lykke (30 de abril de 1595-1641) fue una noble danesa y amante de Christian, príncipe electo de Dinamarca.

## Trayectoria
Anne Henriksdatter Lykke nació en una de las familias nobles más prósperas de Dinamarca. Era hija del noble estadista Henrik Lykke y de Karen Frandsdatter Banner. Nació en el castillo de Vordingborg, donde su padre era sheriff. En 1615, Anne se casó con Cai Rantzau, gobernador de varios palacios reales. En 1616 nació su única hija, Sophie en el castillo de Copenhague, donde Rantzau era el sheriff. En 1621, fue nombrado Comisario General de Guerra para las tropas danesas en Holstein. Anne quedó viuda en 1623 y se hizo cargo de la administración de los arrendamientos hasta que las cuentas fueran saldadas.

### Relación con el príncipe Christian
Durante mayo de 1625, el rey Christian IV de Dinamarca se embarcó en una campaña militar que más tarde se conocería como la Guerra de los Treinta Años. Con el rey Christian al mando en el campo de batalla, el príncipe Christian quedó como jefe interino del gobierno. En 1626, Anne fue arrestada por orden del rey que pensó que la influencia que ella tenía sobre su hijo hacía a este incapaz de gobernar. Anne fue secuestrada en Nyborg, arrestada y enviada a la fortaleza de Bohus. El arresto provocó un conflicto entre el monarca y el Consejo Noble de Estado, ya que era una violación de la ley encarcelar a un noble sin juicio. Ella se negó a aceptar las condiciones del rey para su liberación. El rey la acusó de haber contratado a una bruja, Lamme Heine, para hacerle daño planeando llevarla a juicio por brujería. Durante el verano de 1627, el proceso se vio obstaculizado por la invasión alemana. Tanto Johann Tserclaes, conde de Tilly, como Albrecht von Wallenstein habían ocupado los ducados y toda la península de Jutlandia. También hubo oposición al juicio y la intervención de personas poderosas en Dinamarca, entre ellas la madre del rey, la reina viuda Sofía. En 1628, Anne fue liberada con la condición de que aceptara el arresto domiciliario.
En 1629, Ana se casó con el rico noble Knud Ulfeldt que perdió su puesto de mariscal de la corte. Tras la muerte de Ana en 1641 regresó como Lord Chambelán.